# Mari Holden
Mari Kim Holden (30 de marzo de 1971) es una medallista olímpica estadounidense y campeona mundial en el deporte del ciclismo. Ganó una medalla de plata en la contrarreloj de los Juegos Olímpicos de 2000 en Sídney, Australia y el campeonato mundial de contrarreloj ese mismo año. También ganó seis campeonatos de EE. UU., convirtiéndose en la primera mujer estadounidense en ganar tres campeonatos consecutivos de contrarreloj de EE. UU. (1998-2000) y anotando un doblete al ganar los campeonatos de contrarreloj y ruta de EE. UU. en 1999. En 2016, fue incluida en el Salón de la fama del ciclismo de EE. UU. como competidora moderna de carretera y pista y trabaja como directora comunitaria en USA Cycling.

## Carrera
Nacida en Milwaukee, Wisconsin, fue dos veces miembro del equipo mundial junior de triatlón de EE. UU. y fue nombrada triatleta junior del año en 1991 por la Federación de Triatlón de EE. UU. Ese año terminó séptima en el campeonato mundial de triatlón junior.
Comenzó a andar en bicicleta en un club en la escuela secundaria como parte de un programa de acondicionamiento físico centrado en el triatlón, y no se enfocó en el ciclismo competitivo hasta 1992 cuando se mudó a Colorado Springs y comenzó a entrenar con el equipo de ciclismo de EE. UU. También se transfirió a la Universidad de Colorado en Colorado Springs, donde se especializó en filosofía.
Después de terminar sexta en el campeonato nacional de contrarreloj en 1993, se quedó fuera gran parte de 1994 con una fractura en la espalda. Regresó ganando en los dos años siguientes el campeonato de contrarreloj en 1995 y 1996.
El evento de 1996 fue parte de la prueba para seleccionar a los miembros del equipo olímpico. La selección se basó en el rendimiento general en contrarreloj y carreras en ruta, y aunque Holden ganó ambas contrarreloj, no le fue tan bien en la carrera en ruta y no logró clasificarse.
Holden corrió en Europa. En 1999, terminó segunda en el Women's Challenge y en el top 10 en el Grande Boucle.
Al año siguiente, ganó una medalla de plata en los Juegos Olímpicos, seguida de una victoria dos semanas después en el campeonato mundial de contrarreloj en Plouay, Francia.
Ese año (2000), fue elegida miembro de la junta directiva de USA Cycling y reelegida en 2004. Anteriormente se desempeñó en el comité asesor atlético del Comité Olímpico de EE. UU. y fue embajadora de atletas ante la Agencia Antidopaje de EE. UU.
Holden entrena y organiza clínicas de ciclismo y campamentos de ciclismo, además de servir como consultora en temas y productos de ciclismo para mujeres. La revista Ride la llamó una de las "más grandes embajadoras en el deporte del ciclismo" (marzo de 2008).
Se unió al personal de USA Cycling en 2019 y es directora comunitaria y dirige Let's Ride, un programa nacional de ciclismo para jóvenes.